# Ефанов, Иван Семёнович
Иван Семёнович Ефанов (16 января 1924, Львово, Тульская губерния — 24 мая 1985, Львово, Тульская область) — советский государственный и хозяйственный деятель, Герой Социалистического Труда.

## Биография
Родился в 1924 году в селе Львово Епифанского уезда Тульской губернии. Член КПСС.
Участник Великой Отечественной войны, окончил Тульский сельскохозяйственный техникум.
С 1950 года — на хозяйственной работе.
- В 1950—1985 гг. — колхозник, бригадир, председатель колхоза «Свободная жизнь» Кимовского района Тульской области.

Указом Президиума Верховного Совета СССР от 8 апреля 1971 года присвоено звание Героя Социалистического Труда с вручением ордена Ленина и золотой медали «Серп и Молот».
Избирался депутатом Верховного Совета РСФСР 8-го созыва.
Умер в 1985 году в селе Львово.